# Jiří Haller (bohemista)
Jiří Haller (1. ledna 1896 Keblice – 25. ledna 1971 Praha) byl český bohemista, lexikograf a redaktor jazykovědného časopisu Naše řeč.

## Život
Jiří Haller se narodil v rodině řídícího učitele v Keblicích jako jedno z jeho osmi dětí. V roce 1914 maturoval s vyznamenáním na vyšším gymnáziu v Roudnici nad labem. Po maturitě studoval v letech 1914–1916 na filozofické fakultě Karlovy univerzity češtinu a francouzštinu. První světová válka přerušila jeho studia, která dokončil v letech 1918–1919. Od roku 1921 učil na středních školách v Nymburku, Levicích, Ústí nad Labem a v Praze.
Od roku 1929 pracoval pro kancelář Slovníku jazyka českého, odkud byl v roce 1930 uvolněn pro práci v časopise Naše řeč a roce 1931 se stal odpovědným redaktorem. Od téhož roku pracoval též jako lektor češtiny pro nebohemisty na filozofické fakultě Karlovy univerzity; na fakultu se vrátil po znovuotevření českých vysokých škol v roce 1945.
V roce 1948 musel ukončit činnost odpovědného redaktora Naší řeči. V akademickém roce 1949/1950 mu nebyl prodloužena smlouva na filozofické fakultě a odešel předčasně do penze. Po období, kdy nemohl publikovat, se k odborné práci vártil v šedesátých letech 20. století, kdy vedl autorský kolektiv připravující k vydání Český slovník věcný a synonymický (vyšel ve třech dílech v SPN, v letech 1969–1977).

### Rodinný život
Jiří Haller byl ženat, s manželkou Marií (bližší údaje prozatím nezjištěny) bydlel v dnešní Praze 5, Xaveriově ulici.

## Dílo
Ve třicátých letech 20. století bylo dílo Jiřího Hallera kritizováno jinými lingvisty pro jazykový purismus. Pozdější jazykověda považuje toto hodnocení za nespravedlivé.

### Časopisecké práce
Časopisecké články Jiřího Hallera se objevovaly především v odborném tisku. Přispíval též do Peroutkovy Přítomnosti, v průběhu roku 1938 vedl v časopise Typ roční Stručný kurs správné obchodní češtiny.

### Publikace (pouze česká vydání)
- Seznam děl v Souborném katalogu ČR, jejichž autorem nebo tématem je Jiří Haller (bohemista)
- Problém jazykové správnosti (Ústí n/Lab., nákladem vlastním, 1931)
- K vokalisaci předložek v nové češtině (Ústí n/Lab., nákladem vlastním, 1921)
- Popis a rozbor lidové mluvy v pěti podřipských obcích : Díl I, Hláskosloví, kmenosloví a tvarosloví / napsal Jiří Haller Haller, Jiří, 1896-1971 V Praze : nákladem České akademie věd a umění, 1932
- K Jungmannovu překladu Ataly (V Praze, nákladem vlastním, 1937)
- Rukověť mateřského jazyka (Správně česky. Část I, A-K; Praha, Prometheus, 1940)
- Kapesní slovník cizích slov (Praha : SPN, 1954)
- Jak se dělí slova (abecední seznam slov s naznačeným dělením a s úvodním výkladem o stavbě českých slov; Praha, SPN, 1956
- Český slovník věcný a synonymický (Díl I.–III., dokončeno Vladimírem Šmilauerem; SPN 1969, 1974, 1977). Dostupé online.
- Dar jazyka (deset statí o češtině; V Praze, Herrmann & synové, 2007)

### Učebnice češtiny
Jiří Haller spolupracoval na řadě učebnic češtiny, např.:
- Slohová čítanka pro vyšší třídy středních škol (část I. a II.; V Praze, Bursík a Kohout, 1934 až 1936)
- Jazyk vyučovací na málotřídní škole obecné (autoři Václav Medonos a Lidmila Žofková, ilustrace Vojtěch Cinybulk; Praha, Školní nakladatelství pro Čechy a Moravu 1942, Státní nakladatelství 1945, 1946)
- Jazyk vyučovací na škole obecné (učebnice jazyka českého, vydání čtyřdílné pro 1.–4. postupný ročník, autoři Václav Medonos, Bohumil Tožička a Lidmila Žofková; V Praze, Státní nakladatelství 1945, 1946)
- Jazyk mateřský (Pracovní učebnice českého jazyka pro školy měšťanské a střední, Díl I. až IV., autor Jaroslav Jelínek; V Praze, Státní nakladatelství, 1946 až 1950)
- Jazyk vyučovací na škole národní (Vydání čtyřdílné, autor Václav Medonos, ilustrace Vojtěch Cinybulk; Praha, Státní nakladatelství, 1949)